# Alexander Henning
Alexander Henning (* 4. August 1892 in Katharinenstadt; † 5. November 1974 in Borodino Region Krasnojarsk) war ein russlanddeutscher Literaturhistoriker, Pädagoge und Lyriker.

## Leben
Henning studierte an der Kaiserlichen Universität Dorpat Rechtswissenschaft. Er wurde Mitglied der russlanddeutschen Studentenverbindung Teutonia. Nach den Examen war er als Richter und Staatsanwalt tätig. Zu Beginn des Deutsch-Sowjetischen Krieges wurde er nach Sibirien deportiert. Von 1944 bis 1962 unterrichtete er in Schulen der Region Krasnojarsk. Ab 1959 veröffentlichte er kritische Artikel und literarische Übersichten in Neues Leben (Zeitschrift der Russlanddeutschen), Rote Fahne (Slawgorod, später Zeitung für Dich), später in Freundschaft (Zelinograd, heute Astana), 1966–1990 (danach Deutsche Allgemeine Zeitung (Kasachstan), Alma-Ata). Er schrieb auch Gedichte.

## Werke
- Für Gedeihen und Neuerblühen. Literaturfreuden – und Sorgen. Alma Ata 1970.
- in Sammelbänden und Presseorganen der Russlanddeutschen
  - Hand in Hand, Bd. I (Gedichte und Erzählungen, Auswahl Anna Gaus). Progress, Moskau 1960.
  - Hand in Hand, Bd. II (Gedichte und Erzählungen sowjetdeutscher Autoren, Auswahl Anna Gaus). Progress, Moskau 1965.
  - Zweig eines großen Baumes. Alma Ata 1974.
  - Nachrichten aus Kasachstan. Deutsche Dichtung in der Sowjetunion (herausgegeben von Alexander Ritter). Olms, Hildesheim 1974.